# Hypothyris euclea
Espèce
Hypothyris euclea est un insecte lépidoptère  de la famille des Nymphalidae, de la sous-famille des Danainae et du genre Hypothyris.

## Dénomination
Hypothyris euclea a été décrit par Jean-Baptiste Godart en 1919.

### Sous-espèces
- Hypothyris euclea euclea; présent en Équateur.
- Hypothyris euclea barii (Bates, 1862); présent au Brésil, au Surinam, en Guyana et en Guyane
- Hypothyris euclea caldasensis Fox, 1971; présent en Colombie
- Hypothyris euclea callanga (Haensch, 1905); présent au Pérou
- Hypothyris euclea forbesi Fox, 1941; présent au Venezuela
- Hypothyris euclea intermedia (Butler, 1873); présent en Colombie
- Hypothyris euclea interrupta (Zikán, 1941); présent au Brésil
- Hypothyris euclea laphria (Doubleday, 1847); dabns le sud du Brésil
- Hypothyris euclea micheneri Fox, 1971; présent en Colombie
- Hypothyris euclea nina (Haensch, 1905); présent en Bolivie
- Hypothyris euclea nonia d'Almeida, 1945; présent au Brésil
- Hypothyris euclea peruviana (Staudinger, 1885); présent au Pérou
- Hypothyris euclea philetaera (Hewitson, 1876); présent en Colombie
- Hypothyris euclea pyrippe (Hopffer, 1874); présent en Équateur et au Pérou.
- Hypothyris euclea valora (Haensch, 1909); présent au Mexique, au Costa Rica et à Panama
- Hypothyris euclea ssp; présent au  Costa Rica
- Hypothyris euclea ssp; présent au Brésil
- Hypothyris euclea ssp; présent au Pérou[1].

### Nom vernaculaire
Hypothyris euclea se nomme Common Glassy Tiger en anglais.

## Description
Hypothyris euclea est un papillon à corps fin, d'une envergure de 52 mm à 55 mm, aux ailes à apex arrondi et aux ailes antérieures à bord interne concave. Les ailes antérieures sont à base orange et le reste de l'aile est marron orné d'une ligne submarginale de petites taches blanches et d'une ligne blanche en S .  Les ailes postérieures sont orange avec une fine double ligne marron encadrant une plage plus claire et une ligne marginale de points blancs.
Le revers est semblable.

## Biologie

### Plantes hôtes
Les plantes hôtes de la chenille d' Hypothyris euclea valora sont Solanum rugosum et Solanum umbellatum.

## Écologie et distribution
Hypothyris euclea est présent au Mexique, au Costa Rica, à Panama, en Colombie, en Équateur, au Venezuela, en Bolivie, en Argentine, au Brésil, au Pérou, au Surinam, en Guyana et en Guyane.

### Biotope
Hypothyris euclea réside en forêt tropicale humide et n'est visible que quand il descend de la canopée.

### Protection
Pas de statut de protection particulier.